# 모용보
연 열종 혜민황제 모용 보(燕 烈宗 惠愍皇帝 慕容寶, 355년 ~ 398년,  재위 : 396년 ~ 398년)는 중국 오호 십육국 시대 후연의 제2대 황제로, 자는 도우(道佑, 道祐)이며, 창려군 극성현(棘城縣) 사람이다. 선비식 이름은 고구(庫勾, Kugou)이다.

## 생애
모용수(慕容垂)의 넷째 아들로 모친은 난빈이다. 369년에 모용수가 전진(前秦)으로 망명하고 전진에서 생활하는 동안 모용수의 장남이 죽었기 때문에 모용조가 황태자가 되었다. 부견(苻堅)의 궁정에서 전진 태자의 말을 씻기는 직책을 맡았다. 383년, 부견이 비수대전(淝水大戰)에서 패하자 모용수가 거병하는 것을 도왔으며 391년에 황태자로 책봉되었다. 모용보는 성격이 우유부단하고 문약하여 난세의 군주감이 아니라고 평가되었으며, 이로 인해 태자 지위를 위협받기도 했다. 395년에 북위(北魏)를 공격하였으나 참합피(參合陂)에서 탁발규(拓拔珪)에게 대패하였다. 이에 복수전을 치르던 도중 모용수가 396년 4월에 진중에서 병사하여 뒤를 이어 즉위하였다.
황제에 즉위한 모용보는 배다른 동생인 모용륭(慕容隆), 모용농(慕容農) 등의 보좌를 받으며 치세를 시작하였다. 즉위하자마자 호구 조사와 개혁을 실시하여 민심을 잃었으며 11세의 어린 아들 모용책(慕容策)을 태자로 삼아 후계자 분쟁의 원인을 만들었다. 8월에 북위가 침공을 개시하여 하북 일대를 석권하자 모용보는 중산, 업(鄴), 신도 등의 거점을 중심으로 농성을 시작하였다. 397년에 탁발규가 신도를 함락하자 모용보는 반격을 개시하여 북위군과 호타수에서 맞붙었으나 대패하여 다시 중산에서 농성하였다. 3월에 대장군 모용린(慕容麟)이 모용보를 제거하려다 실패하고 도주하는 사건이 벌어졌다. 이에 모용보는 모용린이 유주의 군대를 탈취할 것을 두려워하여 중산을 버리고 용성(龍城)으로 천도하였다.
용성으로 이동하던 도중 차남 모용회(慕容會)의 군대를 만나 호위를 받았는데, 모용회가 모반을 일으켜 모용륭이 풍발의 도움으로 간신이 살아남고 모용보와 모용농은 용성으로 도망쳤다. 모용회의 반란은 곧 진압되었고 모용보는 용성을 중심으로 나라를 추스렸다. 397년 말에 북위의 군대가 약화되고 업을 지키는 모용덕(慕容德)이 남쪽으로 되돌아 올 것을 주청하는 표문이 올라오자 모용보는 대군을 동원하여 중원으로 돌아갈 것을 꾀하였다. 398년 봄, 모용보는 잘못된 정보로 인해 작전을 수립하지 못하고 군대를 이끈 채 갈팡질팡하였으며, 이로 인해 결국 단속골과 난한의 군대가 모반을 일으켜 모용보를 시해하였다.

## 가족

### 아내
- 혜덕황후(惠德皇后) 단씨(段氏) - 모용책의 어머니
- 맹씨(孟氏) - 도무황후 모용씨의 어머니
- 모씨(某氏) - 모용회의 어머니

### 아들
- 소무제(昭武帝) 모용성(慕容盛) - 장남
- 청하왕(清河王) 모용회(慕容會) - 서차자
- 헌애태자(獻哀太子) 모용책(慕容策) - 적자
- 성양왕(城陽王) 모용원(慕容元)
- 장무왕(章武王) 모용연(慕容淵)
- 하동왕(河東王) 모용민(慕容敏)
- 박릉공(博陵公) 모용건(慕容虔)
- 상당공(上黨公) 모용소(慕容昭)
- 혜의제(惠懿帝) 모용운(慕容雲) - 양자

### 딸
- 도무황후(道武皇后) 모용씨(慕容氏) - 4녀, 북위 도무제의 아내

## 모용보가 등장한 작품
- 《광개토태왕》(KBS, 2011년~2012년, 배우:임호)

## 참고 문헌
- 《위서(魏書)》
- 《진서(晉書)》
- 《자치통감(資治通鑑)》

| 전임 아버지 성무제 모용수 | 제2대 후연의 황제 396년 ~ 398년 | 후임 (비정통) 외척 창려왕 난한 장남 소무제 모용성 (남연) 숙부 헌무제 모용덕 |